# Ismael García Rámila
Ismael García Rámila (Burgos, 28 de marzo de 1889-Burgos, 10 de agosto de 1979) fue un historiador, bibliógrafo y arqueólogo español. Discípulo intelectual de Eloy García de Quevedo.

## Biografía
Hijo de Serafín y Catalina. En 1906 finalizó sus estudios de Bachiller en el Instituto antiguamente llamado Instituto General y Técnico de Burgos y hoy conocido como Instituto de Educación Secundaria Cardenal López de Mendoza, con excelentes resultados, obteniendo Premio Extraordinario en la Sección Letras, y más tarde el de la licenciatura en la Facultad de Filosofía y Letras en Madrid, en la Universidad Central donde acabó sus estudios en 1910. Tres años más tarde ingresó en el Cuerpo Facultativo de Archiveros, Bibliotecarios y Arqueólogos, siendo Oviedo fue su primer destino. En poco tiempo consiguió plaza en Burgos capital,  donde realizó su trabajo como facultativo durante más de 40 años, etapa en la que también desempeñaba su función como profesor de bachillerato de Lengua Española y Francesa. Desde el año 1915 hasta el 1967 también ofreció cursos de verano para extranjeros Mérimée de Sebastián. Ismael García Rámila falleció con noventa años el 10 de agosto de 1979. Se le distingue con titulaciones tales como “Burgalés esclarecido” o la Cruz de Alfonso X. Se especializó en estudios históricos locales.

## Su obra
García Rámila se dedicó a organizar varios archivos, tanto la Hacienda como la Audiencia, no se pensó en completarlos con varias erudiciones históricas. Varias publicaciones fueron dedicadas a la organización de fondos de archivos cuando no era muy frecuente este tipo de documentos. Los archivos de Hacienda, Normas para su organización metódica en 1931 y Los archivos de las audiencias territoriales; Breve historia de estos establecimientos. Normas y sugerencias técnicas para su ordenación y catalogación (1955), son sus obras excepcionales es en esa época, al igual que sus índices del Catastro del Marqués de la Ensenada. También participó como periodista en el diario La Opinión, que el mismo fundó en 1917, al igual que también participó en la vida política. Destacan sus más de 30 publicaciones de libros y cientos de artículos, la mayor parte de temas históricos sobre Burgos, algo que tuvo una gran repercusión es esta capital española. Fue presidente de la Comisión Provincial de Monumentos, director de la Institución Fernán González, miembro del instituto Padre Flórez, patrocinador de las actividades culturales del Museo Arqueológico Provincial de Burgos y de más juntas y comisiones oficiales.
Su obra se encuentra en un ambiente ideológico conservador y católico, y su método se encuadra dentro del positivismo histórico. Su campo de interés es local y se limita a la Historia de Burgos. Según él mismo declaró en su obra Claros linajes burgaleses, buscó siempre de modo diligente la exaltación de esta ciudad querida, unas veces en sus méritos propios, otras sacando del olvido a alguno de sus hijos ilustres.

### Obras
- España ante la invasión francesa: las «Juntas provinciales» que precedieron a la formación de la Junta suprema central gubernativa del reino, ojeada preliminar, nuevos datos documentales para el estudio de algunas de las mismas (1929)
- Un Burgalés ilustre: el baylio, ministro, capitán general de la Armada, caballero de San Juan y del Toisón, excmo. Sr. D. Frey Antonio Valdés y Bazán (1930)
- Historia documental del Monasterio de Nuestra Señora del Carmen de Descalzos de la ciudad de Burgos (1948)
- Estudio histórico-crítico sobre la vida y actuación político-social del burgalés ilustre que se llamó D. Diego Gómez de Sandoval, Adelantado mayor de Castilla y primer conde de Castro y Denia (1386-1455) (1953)
- Breve pero documentada y verídica noticia histórica de la existencia y principales vicisitudes de la que, en los pasados siglos, fue Casa de la Moneda Burgalesa (1956)
- D. Diego de Riaño y Gamboa: insigne burgalés y hombre de Estado (1958)
- El Instituto nacional de enseñanza media Cardenal López de Mendoza de Burgos: noticias histórico-documentales (1958)
- Del Burgos de antaño: memorial que se dio a Su Majestad en nombre de la ciudad de Burgos, 1624 (1959)
- Noticias histórico-familiares: basadas en fe documental pertinentes a la célebre humanista Luisa de Sigea, la "Minerva" de los renacentistas (1959)
- La zona de Salas de los Infantes en sus aspectos histórico, legendario y artístico (1960)
- Bibliografía burgalesa (1961)
- Un glorioso rincón de Castilla la vieja: La tradición histórica y artística como formativa patriótica y espiritual del alma de Briviesca, la Bureba y sus pueblos (1962)
- Jirones gloriosos de Castilla: Miranda de Ebro y sus tierras, paradigma de empresas memorables (1963)
- Estudio histórico documental sobre actos: funciones, normas laborales y económicas acaecidos en el transcurso de los siglos XVI y XVII (1965)
- Es erigida, en Burgos, la primera fábrica de papel continuo que en España existiera (1965)
- Orígenes del Concejo Burgense (1966)
- Forjadores gloriosos de Castilla: Lerma y sus pueblos (1967)
- Índice topográfico-alfabético de las villas y lugares de la antigua provincia de Burgos comprendidos en el Catastro del Marqués de la Ensenada (1969)
- El Salón de Recreo de Burgos: cien años de una vida social, rectilínea, amable y eficiente (1975)

## Títulos de Ismael García Rámila

### Títulos honoríficos o académicos
- Académico correspondiente a la Real Academia de la Historia
- Académico correspondiente de la Real Academia de las Bellas Artes de San Fernando.
- Académico correspondiente de la Academia de Buenas Letras de Córdoba.
- Académico Numerario y director de la Institución Fernán González de Burgos.
- Presidente de la Comisión Provincial de Monumentos.
- Director del Boletín de la Institución de Fernán González de Burgos.
- Secretario y Vocal del Patronato para el Fomento de los Archivos,Bibliotecas y Museos.
- Miembro del Patronato "Padre Flórez",para el fomento del Museo Arqueológico Provincial de Burgos.
- Miembro vitalicio de la Comisión de Ornato Público del Excmo. Ayuntamiento de Burgos.
- Miembro del Patronato Rector del Museo Marceliano Santa María.
- Profesor de los cursos para extranjeros de Burgos.

### Distinciones y condecoraciones
- Encomienda de Alfonso X el Sabio con placa.
- Palmas académicas de Plata y Oro de la República Francesa.
- Medalla de Plata al Mérito concedida por el Ministerio de Asuntos Exteriores francés.
- Título de "Burgalés esclarecido" otorgado por el Ayuntamiento de Burgos.
- Medalla al Mérito en el Trabajo.